# Punat
Punat je naselje i općina u Hrvatskoj. Nalazi se u Primorsko-goranskoj županiji, na otoku Krku.

## Zemljopis
Općina Punat ima samo dva naseljena mjesta: Punat i Staru Bašku.
Općina na zapadu graniči s Gradom Krkom, na sjeveru s općinom Vrbnik, a na istoku s općinom Baška.
Mjesto Punat smješteno je na istočnoj obali Puntarske drage, duge više od tri i široke gotovo dva kilometra, na uskom terenu uz more. Odmah iznad naselja nalazi se najviša planina na Krku, s vrhovima Veli Vrh (541 mnm) i Obzova (568 mnm).
Susjedna mjesta su: Kornić, smješten nad Puntarskom dragom i udaljen 3 km, Stara Baška prema jugu udaljena 9 km, grad Krk udaljen 8 km te Vrbnik udaljen 9 km. Punat je od Krčkog mosta udaljen 32 km.

### Stari i novi (Buka) dio Punta
Punat je oduvijek bio selo, zbog usmjerenosti na primarne djelatnosti. Međutim, razvojem turizma mjesto se bitno izmijenilo. Danas se jasno razlikuje stari i novi dio Punta. Stari dio Punta obuhvaća sjeverni dio naselja, do današnjeg hotela koji je nekada bio tvornica tjestenine. Noviji dio Punta je južnije od hotela, a najveći dio tog novog dijela naselja naziva se Buka. Između starog i novog dijela smješten je autokamp Pila u šumi primorskog bora, zbog čega je i tako jasno vidljiva podvojenost naselja.
U starom dijelu prevladavaju male, kamene, zbijene kućice, a nešto novije (19. i početak 20. st.) su često poredane u tzv. kale (npr. Gornja i Donja kala).
Buka je izgrađena nakon Drugog svjetskog rata, uglavnom 1980-ih godina i čine ju nove, velike, moderne kuće. Isprva je vrlo malo Puntara živjelo na Buki, a te su se nove kuće koristile samo kao apartmani. To je dovodilo do brojnih funkcionalnih problema jer iako je Buka 10 mjeseci u godini bila potpuno prazna, zahtijevala je svu infra- i suprastrukturu kao i stari dio naselja. Međutim, u novije su vrijeme mnogi Puntari – prvenstveno mlađi naraštaji – preselili na Buku, pa je taj problem donekle ublažen.
Buka se nalazi na zaravnjenom platou na kojemu se vjerojatno nalazio prvotni Punat. Taj je predio izvan Puntarske drage, zapravo na ulazu u dragu. Od tuda i naziv: lat. bocca, usta. Istog je porijekla i naziv lokaliteta Pila smješten na samom početku drage, grč. he pile, vrata.

## Stanovništvo
Prema popisu stanovništva iz 2001. općina Punat je imala 1876 stanovnika, od toga 1784 u sâmom Puntu.
Dva su relevantna izvora podataka o stanovništvu Punta: podatci Državnog zavoda za statistiku te podatci Krčke biskupije. Ti se podatci često razlikuju jer je Krčka biskupija u stanovništvo ubrajala i privremeno odsutne, pa je broj stanovnika prema crkvenim podatcima u pravilu bitno veći od broja prema podatcima državnih institucija.
Prvi podatci o broju stanovnika potječu iz 1603. kada je bilo svega 100 stanovnika. Četiri su podatka iz 18. stoljeća; 1720. 306 stanovnika, a do konca stoljeća (1798.) se populacija povećala na 500. Tijekom 19. stoljeća sačuvano je puno podataka spomenute Krčke biskupije. Između ostalih podataka, 1838. je u Puntu živjelo 909 žitelja, a 1850. godine 1100.
Prema tome, tijekom više stoljeća broj stanovnika je stagnirao ili rastao vrlo sporo. To je glavni razlog zašto se Punat poima kao mlađe naselje na otoku Krku, iako ono to doista nije. Tek u drugoj polovici 19. stoljeća dolazi do nagloga porasta populacije, a otprilike u to vrijeme počinju i prva službena državna mjerenja broja stanovnika.
I prema podatcima državnih institucija i prema podatcima Krčke biskupije, tri su velika razdoblja kretanja broja stanovnika od sredine 19. stoljeća do danas.
Prvo je bilo dugo razdoblje izrazito velikog povećanja populacije. To je razdoblje trajalo sve do 1939. kada je prema Krčkoj biskupiji u Puntu živjelo 3349 stanovnika, odnosno do 1921. kada je prema podatcima Državnoga zavoda za statistiku Punat dosegao maksimalnih 2626 žitelja.
Zatim slijedi razdoblje stagnacije i pada broja stanovnika koje je trajalo sve do 1971. odnosno, prema točnijim podatcima Krčke biskupije, do 1974. godine. U tom je razdoblju broj žitelja prepolovljen, odnosno spao na svega trećinu. Godine 1971. popisano je samo 1390, a prema crkvenim podatcima 1400 žitelja. Razlog depopulaciji bio je snažan i dugotrajan proces emigracije. Taj je proces bio počeo mnogo ranije, još početkom 20. stoljeća kada mnogi Puntari iseljavaju u SAD, a nastavio se i nakon Drugoga svjetskoga rata, ali manje u prekooceanske zemlje a više u veće gradove, primjerice Rijeku i Zagreb. Međutim, dugotrajni emigracijski proces doveo je do pomanjkanja mlade populacije sposobne za reprodukciju pa je, osim zbog emigracije, do pada broja stanovnika došlo i zbog negativnog prirodnog prirasta, naročito nakon 1950-ih godina. Tako je npr. 1929. rođeno 49, a umrlo 32 žitelja; 1950. ih je rođeno i umrlo po 28; 1969. je rođeno samo 8 Puntara, a umrlo ih je 24, a najveće negativno prirodno kretanje zabilježeno je 1982. godine: samo 4 rođena, a čak 30 umrlih (sve podatci Krčke biskupije).
Treće je razdoblje ponovnog, ali sada blagog rasta broja stanovnika: to razdoblje traje 40-ak godina i očekuje se njegov daljnji lagani nastavak. Prema službenim podatcima, nakon najnižih 1390 žitelja popisanih 1971., slijedi 1546 žitelja 1981., 1696 žitelja 1991. i konačnih 1784 stanovnika prema spomenutom popisu 2001. godine. Razlog ponovnog porasta populacije je u značajnom gospodarskom razvoju cijeloga otoka pa i sâmoga Punta, a zbog čega su emigracijski procesi uglavnom zaustavljeni: mnogo se Puntara vratilo, a značajan je broj doseljenoga, nedomicilnoga stanovništva. Zapravo, baza lokalnoga stanovništva nije sposobna za pozitivno prirodno kretanje nego se upravo zahvaljujući imigraciji dopunjuje manjak prirodnoga kretanja broja stanovništva pa i omogućava blagi porast ukupne populacije.
Međutim, veliki dio od spomenutoga službenoga broja stanovnika radi ili se školuje u Rijeci, tako da je broj stalno naseljenih bitno manji i prema tvrdnjama puntarskoga župnoga ureda kreće se oko 1200-1400 stalnih žitelja.
Ljeti se broj stanovnika zbog razvijenoga turizma poveća za nekoliko puta. Osim hotela, mnogih vikendica i brojnih apartmana, tome doprinose i tri autokampa. Početkom kolovoza na području Punta boravi oko 10 000 ljudi.
| broj stanovnika | 1536  | 1687  | 2021  | 2509  | 2804  | 2858  | 2995  | 2697  | 2305  | 2228  | 1882  | 1551  | 1645  | 1808  | 1876  | 1973  | 1900  |
|                 | 1857. | 1869. | 1880. | 1890. | 1900. | 1910. | 1921. | 1931. | 1948. | 1953. | 1961. | 1971. | 1981. | 1991. | 2001. | 2011. | 2021. |

| broj stanovnika | 1241  | 1363  | 1667  | 2120  | 2372  | 2447  | 2626  | 2320  | 1958  | 1917  | 1635  | 1390  | 1546  | 1696  | 1784  | 1860  | 1784  |
|                 | 1857. | 1869. | 1880. | 1890. | 1900. | 1910. | 1921. | 1931. | 1948. | 1953. | 1961. | 1971. | 1981. | 1991. | 2001. | 2011. | 2021. |

## Uprava
Od osamostaljenja Hrvatske, u Puntu se izmijenilo više različitih nositelja lokalne vlasti. Osim stranaka PGS-a i SDP-a redovito značajniju ulogu na lokalnim izborima imaju i brojne nestranačke liste.
U okviru Općine djeluje i mjesni odbor Stara Baška. Trenutačni načelnik Općine Punat je SDP-ov Marinko Žic.

## Naziv mjesta
Nekoliko je teorija o porijeklu naziva "Punat".
Lokalna legenda govori da naziv Punat potječe od latinske riječi "Pons" -most, ili talijanskom jeziku Ponte, jer da je za rimskih vremena postojao most preko uskog ulaza u Puntarsku dragu prema gradu Krku. Većina Puntara ističe ovu legendu na pitanje o porijeklu naziva, a ona doista ima mnogo argumenata. Prema toj legendi na ulazu u Puntarsku dragu bili su stupovi, nosači ili kako Puntari kažu "babe". Doista, i dan-danas na ulazu u dragu su ostaci dva velika stupa, nekad služili za svjetionike, od kojih se jedan naziva "Baba", a drugi "Deda".  Nadalje, kada se 1892. g. pristupilo produbljivanju ulaza u dragu, a kako bi u dragu mogli ulaziti brodovi i parobrodi, iz dna su izvađeni veliki komadi željeza sa šiljcima koji su bili zabodeni u dno kao temelji nekog mosta. Prema toj predaji, most je služio stanovnicima susjednog grada Krka za kraći dolazak na područje današnje Buke, radi obrađivanja zemlje. Naime, tim je mostom bitno skraćen put u odnosu na put koji vodi oko čitave drage. Na tom su putu koji je vodio od Krka preko poluotoka Prnibe na Buku doista postojale i tri crkvice: Svetog Vida, Svetog Tome i Svetog Danijela. U prilog ovoj legendi ide i činjenica da je razina mora bilo to niža što se više ide u povijest. Tako da, ako je naziv nastao od latinske riječi, još negdje između 1. – 7. st., more je bilo niže za oko 1,5 metara pa je dubina na ulazu u dragu u to vrijeme bila manja od 2 metra i izgradnja mosta dugog oko 80 metara nad tako plitkim morem, doista je bila moguća.
Osim ovog, najraširenijeg objašnjenja porijekla naziva, umirovljeni župnik iz Punta i izvrsni poznavatelj njegove povijesti Alojzije Ragužin, navodi još 4 moguća porijekla naziva:
1. Naziv Punat dolazi od riječi pun i nastavka -at. Brojni su nazivi na jadranskoj obali koji završavaju nastavkom -at, npr. Barbat, Čikat, Molat, Kormat. Osim toga puno je i pridjeva u hrvatskom jeziku koji završavaju nastavkom -at: bradat, brkat, rogat... pa bi i naziv zapravo bio pridjev pun s nastavkom -at.
2. Naziv potječe od grčke riječi Ho Pontos što znači more. Prema tradiciji Grci su dolazili i na Krk pa je moguće da su na ovom prostoru osnovali manju koloniju. U lokalnoj tradiciji je sačuvana predaja o Grcima koji su dolazili u ove krajeve i tragali za blagom koje su sakrili njihovi preci. Za crkvicu Svetog Jurja na lokalitetu Mala Krasa se vjerovalo da potječe još iz doba stare Grčke. Iako novijim istraživanjima nisu nađeni dokazi koji na to upućuju, a crkvica je datirana u 13. st., mnogi Puntari i danas vjeruju u njezino "grčko porijeklo".
3. Naziv potječe iz starog ilirskog jezika. U prilog ovoj teoriji idu brojna nalazišta koja ukazuju na veliku prisutnost Ilira na ovom prostoru. Naročito je značajan ostatak nekadašnje velike ilirske utvrde na brdu Kaslir južno od naselja, a pronađeni su i mnogi ilirski grobovi. Hrvati su, doselivši se u ilirske krajeve hrvatizirali njihov naziv, kao što su prihvatili i ilirski (Kurikta, Kerkira), a ne romanski (Vecla) naziv za čitav otok.
4. Naziv dolazi od riječi iz Veclisun ili veljotskog narječja, a koja se razvila iz latinske riječi Pons, ali koja nije značila most nego dasku po kojoj se s broda dolazilo na kopno. Prema toj teoriji na području Punta je bilo pristanište za brodove. Veljotskim deminutivom nastala je riječ punćal. Doista, i danas Puntari središnji gat u mjestu zovu Punćale. Međutim, malo je vjerojatno da je naziv Punat nastao iz riječi Punćale.
Osim ovih može se navest još jedna teorija. Ona se temelji na smještaju nekadašnjeg, prvotnog Punta, na nazivu lokalnog toponima te na govoru Puntara. Naime, prema toj teoriji naziv mjesta dolazi od riječi "punta", romanska riječ za "rt". I danas se duž čitave jadranske obale često koristi. Nekadašnji Punat nalazio se otprilike na područje današnje Buke, tj. tamo gdje je danas novi dio naselja. Obala ispred Buke naziva se Punta Debij. Prema tom tumačenju, Punat je dobio ime upravo prema tom rtu tj. punti. I danas najstariji Puntari često kažu "Na Punti" umjesto "Na Puntu". To nije specifično za čakavsko narječje kojim se ovdje govori već je jedinstven slučaj; u niti jednom drugom slučaju se tako ne kaže, a što je važan argument ove teorije.

### Aleksandrovo
Punat se između 1921. – 1943. zvao Aleksandrovo, u čast Kralja Aleksandra. Odluku su donijeli sami mještani (općinsko vijeće) i to gotovo jednoglasno. Pozadina tog čina je izgleda bila posljedica velikog oduševljenja Puntarskih težaka - Aleksandrovom agrarnom reformom iz 1919. koja je njima išla u prilog, jer su oni bili ti koji su obrađivali zemlju bogatih zemljoposjednika iz tada još uvijek većinskog talijanskog grada Krka. Mogućnost da oni posjeduju zemlju, koju su dotad obrađivali za druge vlasnike - za njih je bio stoljetni san, koji se napokon ostvario, a Aleksandar - onaj koji je to omogućio. 
Aleksandrovo se kao ime Punta provlači do danas, osobito u anglosaksonskom svijetu, tako se još uvijek može naći na toponim Aleksandrovo-Punat.
Međutim, učinci spomenute agrarne reforme nisu bili djelotvorni kao niti u ostatku države. Puno važniji razlog zašto su općinski vjećnici promijenili naziv mjesta bio je u političkim okolnostima toga doba. Naime, iako otok Krk tajnim Londonskim ugovorom nije bio obećan Italiji, ona je ipak imala znatno veće pretenzije na istočnojadranskoj obali nego joj je spomenutim ugovorom obećano. Talijanska je vojska već 15. studenog 1918. g. okupirala čitav otok i došla u brojne sukobe s mještanima u gotovo svim naseljima osim u samom gradu Krku. Otpor talijanskoj okupaciji naročito je bio žestok u Puntu. Do najvećeg terora nad otočanima došlo je samo dan nakon sklapanja Rapallskog ugovora, 13. studenog 1920. g., kada su se na Krk iskrcali talijanski fašisti pod vodstvom D'Annunzija. Njegovi su arditi pod patronatom okupatorske talijanske vojske palili kuće, ubijali otočane, napadali sela, uništavali i pljačkali crkve i samostane. Između ostalih Punat i Dobrinj napadnuti su i topovima, ali su se samoorganizirani i naoružani mještani suprotstavili arditima i odbili njihove napade. Na otoku je zavladao strah da će otok zbog ustrajnosti Italije u provođenju iredentizma i faktične trogodišnje talijanske okupacije, doista i pripast Italiji i da će se teror nad otočanima nastaviti. Kraljevina SHS smatrana je kao jedini izlazak iz takve sitvacije. Nakon odlaska D'Annunzijevih ardita 9. siječnja 1921. g., a potom i talijanske redovne vojske 24. travnja iste godine, na otoku je zavladalo oduševljenje zbog oslobođenja. U takvim okolnostima općinsko vijeće Punta u čast tadašnjem kralju Kraljevine SHS Aleksandru, promijenilo je naziv mjesta u Aleksandrovo. Mjesto je 1922-29. bilo sjedište kotara Krk u Splitskoj oblasti, zatim u Savskoj banovini i 1939-41. u Banovini Hrvatskoj.

## Povijest
Tragova naseljenosti ima od prapovijesti, zatim iz doba Ilira te stare Grčke i Rima.
Punat se prvi put spominje u pisanim dokumentima 1377. godine kao Villa di Ponte. Prema zapisima, stanovnike su na području Punta naselili knezovi Krčki da bi zaštitili prilaz mostu i Puntarskoj dragi, a samim tim i zaleđe grada Krka.
Mjesto je do 19. st. bilo težačko - ribarsko, a od tada počinje razvoj turizma i brodogradnje.

## Gospodarstvo
Punat je kroz čitav srednji vijek bio selo, tako da je gospodarstvo činilo poljodjeljstvo.
Vinogradarstvo i maslinarstvo su bile najvažnije djelatnosti kojima se bavila svaka puntarska obitelj. Zbog velikog povećanja broja stanovnika u Puntu, krajem 19. st. i početkom 20. st., Punat postaje najveće naselje na otok Krku, što se odrazilo i na gospodarsko iskorištavanje svih prirodnih resursa. Naime, da bi se mnogobrojne puntarske obitelji othranile (često su brojile i više od 10 članova), posjedi Puntara se šire daleko izvan tadašnjih granica općine, gotovo od same Stare Baške i vrbničkog polja, pa uz sam grad Krk, sve do Šotoventa. Jedni od najvećih vinogradarskih područja koje su obrađivali puntari bili su na Piciku (predio zapadno od grada krka, uz more, zaštićen od bure, okrenut prema jugu), Prnibi (poluotok između grada Krka i Punta koji je s tri strane omeđen morem jer s juga zatvara Puntarsku dragu), Runtele (kraj sjeveroistočno od Punta, na uzvisini). Najznačajniji maslinici nalazili su se pretežno uz obalu Puntarske drage, krečući od samog Punta, uz susjedno selo Kornić, pa sve do iza grada Krka: Marušina, Valdidoke, Valdižun, Trojna...
Južnije od mjesta je polje Sus koje je svojom veličinom bitnom manje od npr. vrbničkog polja, ali je bogato plodnom zemljom. Budući da su masline i vinova loza uspjevali i na manje kvalitetnom tlu, na Susu se uzgajalo pretežno pšenica, kukuruz, krumpir. Danas je polje u potpunosti zapušteno.
Značajnu granu poljoprivrede predstavljali su i ribarstvo i ovčarstvo.
Osim poljoprivredom, od 19. st. stanovnici se bave brodogradnjom, naročito u drvu. Danas je brodogradilište Punat pretežno remontno brodogradilište. S obzirom na to da djeluje u okviru Marina Grupe Punat, sve se više u brodogradilištu obnavljaju i popravljaju jahte i megajahte.
Između dva rata Punat je i sjedište parobrodarskog društva.
Danas je u Puntu najznačajnija djelatnost turizam, osobito nautički, jer se u Puntu nalazi najstarija i jedna od najvećih marina na istočnoj obali Jadrana. Tu su i jedan veliki hotel s depandansom te dva manja hotela. U samom mjestu su veliki autokamp i jedan manji, a dva kilometra od Punta, u uvali Konobe se nalazi i naturistički kamp. Osim toga, brojne se obitelji bave iznajmljivanjem apartmana i soba.
Od nekada razvijene poljoprivrede, veliku važnost imaju još samo maslinarstvo i ribarstvo. Kada je tijekom Domovinskog rata početkom devedesetih godina 20. st., izostao turizam, Puntari su se opet vratili maslinarstvu kao važnom izvoru prihoda. Obnovljeni su mnogi desetljećima zapušteni maslinici. Tome je pogodovalo i jačanje sveopće svijesti u Hrvatskoj, ali i svijetu, o kvaliteti i zdravstvenom učinku maslinovog ulja, tako da se i po prestanku rata, obnavljanje starih, ali i podizanje novih maslinika nastavilo. U to je vrijeme toš, uljara za preradu maslinovog ulja, u Puntu bio jedini toš na otoku, a danas ih ima nekoliko od čega u Puntu dva. Sve snažnijoj obnovi i razvoju maslinarstva pogodovalo je povećanje potražnje, a što je dovelo do rasta cijena maslinovog ulja. Danas je puntarsko maslinovo ulje poznato i izvan granica države kao iznimno kvalitetno. Ono donosi brojne nagrade na državnim i inozemnim natjecanjima za kvalitetu maslinovog ulja. U Puntu je osnovan i "Centar za mediteransku poljoprivredu Primorsko - goranske županije", danas "Centar za održivi razvoj otoka sjevernog Jadrana" te se održavaju brojne "škole" maslinarstva, subvencionirane prodaje sadnica maslina te manifestacije kao što je "Dani maslina", koja povezuje turizam i maslinarstvo i doprinosi promociji i valorizaciji ove grane poljoprivrede.
Za razliku od susjedne općine Vrbnik koja je uspjela obnoviti vinogradarstvo, danas se tom granom poljoprivrede u Puntu bavi vrlo malo stanovnika i to pretežno samo za vlastite potrebe.
Osim navedenih djelatnosti, u Puntu ima puno obrta, uslužnih radnji, a i tvrtka s najviše trgovina po otoku Krku ima sjedište u Puntu.
U 2009. godini, u Puntu se osnovala i tvrtka koja se bavi avioprijevozom, čija tri zrakoplova imaju matičnu luku u "Zračnoj luci Rijeka" kraj Omišlja.

## Poznate osobe
- Antun Bonifačić (1901. – 1986.), hrvatski emigrantski novinar i političar
- Antun Karabaić (1832. – 1906.), hrvatski kulturni djelatnik i katolički svećenik
- Francisco Orlich Bolmarcich, predsjednik Kostarike 1962. – 1966. g.
- Franjo Orlić Ladić, djed Francisca Orlicha Bolmarcicha, ekonomski emigrant u Kostariku 1873., osnivač  Austro-hrvatskog parobrodarskog d.d. s četiri broda koje je održavalo redovite linije po Kvarneru. Pokretač tvornice tjestenine u Puntu (zajedno s Antonom Žicom). Jedan od osnivača "Kupališnog društva" u Puntu (1905.). Franjo Orlić izgradio je  "Vilu Kostarika" u svom rodnom Puntu.
- Alojzije Ragužin, umirovljeni svećenik i autor niza knjiga o Puntu među kojima se ističu "Punat 1" i "Punat 2", dobitnik nagrade općine Punat za životno djelo.[7][8]
- Nikola Bonifačić Rožin (1913. – 1995.), hrvatski književnik i folklorist
- Nikola Žic, hrvatski zemljopisac i kulturni povjesničar

## Spomenici i znamenitosti
- Crkvica Sv. Dunata iz 9. st. na lokaciji Dunat (starohrvatska arhitektura)
- Temelji crkvice Sv. Petra iz 6. st. na lokaciji Kanajt
- Rekonstruirana crkvica Sv. Jurja iz 13. st. na lokalitetu Mala Krasa
- Ruine crkvice Sv. Jeronima na lokaciji iznad uvale Zala u Staroj Baški
- Iskopine vojnog kompleksa na lokaciji Mir iznad uvale Surbova u Staroj Baški
- Franjevački Samostan Košljun, na istoimenom otočiću u Puntarskoj dragi. Osnovali su ga benediktinci u 11. st., od 1447. preuzimaju ga franjevci. Samostanska crkva je početkom 18. st. barokizirana.

- Župna crkva Sv. Trojice iz 1773. godine proširivana je nekoliko puta, a sadašnji oblik je dobila 1934. g.
- Palača Kostarika iz početka 20. st.
- Crkvica svetog Nikole (Mikule) na Buki izgrađena 1910. g.

## Obrazovanje
Punat ima Osnovnu školu Fran Krsto Frankopan, s područnim razrednim odjelom Stara Baška.

## Kultura
U Puntu djeluje galerija Toš te jedna manja obiteljska galerija. Do 1990-tih je u Puntu radilo jedino kino na otoku.
Tijekom ljeta održavaju se koncerti ozbiljne glazbe na Košljunu u sklopu Krčkih večeri.
KUD Punat utemeljen je 1973. godine. Djeluje u tri sekcije: folklorna, tamburaški orkestar i muška klapa Rašketa.

## Tradicija
- 30. studenog slavi se dan općine i župe; sveti Andrija - Andrinja
- U Puntu su sačuvani brojni stari običaji kao što je "Maj" te mnogi mesopustni običaji.

## Čakavsko narječje i Veclisun
Puntari govore čakavskim narječjem, ikavsko-ekavskim oblikom: npr. vrime-vrijeme, mliko-mlijeko, dite-dijete, šetimana-tjedan, ali i belo-bijelo, celo-cijelo, leto-godina, mesto-mjesto, retko-rijetko, pretežno s naglascima na zadnjem slogu. Iako je čakavski koji se govori u Puntu noviji u odnosu na neke druge oblike čakavskog koji se govore u susjednim mjestima (čekavica u Vrbniku, čokavica u Dobrinju, cakavica u Baški) ipak i u puntarskom govoru postoje arhaične riječi ili oblici, npr. jir-krug (iako sve češće đir), tovuor-magarac (sve češće tovar), kamižot-suknja, krjanca-ponašanje itd. Puntarski čakavski ima vrlo bogat vokabular i prevladava u svakodnevnoj komunikaciji.
U Puntu je živio i jedan od posljednjih poznavatelja starog romanskog narječja Veclisun ili Veljoto koji je nadživio posljednjeg govornika tog dalmatskog narječja Antona Udinu. Veljotskog su porijekla mnogi toponimi oko Punta, a u samom mjestu je najznačajniji toponim veljotskog porijekla "Punćale". Punćale Puntari nazivaju središnji gat, operativnu obalu u današnjem središtu Punta.

## Šport
- Ljeti se održava tradicionalni malonogometni turnir, čiji su suorganizatori MNK Punat i općina.[9][10]
- Od 1984. g. Yacht club Punat organizira međunarodnu regatu krstaša "Croatia Cup" u akvatoriju otoka Krka.[11][12]

## Ekologija
S obzirom po zatvorenost odnosno ujezerenost Puntartske drage, ona je ekološki izrazito osjetljivo područje. Ekološku stabilnost uvale narušava već samo postojanje naselja na njezinoj obali, a koje ljeti ima znatno povećan broj stanovnika dolaskom turista. Prirodna ravnoteža u dragi dodatno je opterećena velikim brojem brodica lokalnih mještana te naročito postojanje marine s 1300 vezova (800 u moru i oko 500 tzv. suhih vezova) i brodogradilišta. Stariji mještani tvrde, da je more u dragi nekada bilo posve čisto i bistro te s više ribe. Danas je more, zbog spomenutih razloga, zamućeno i s vrlo malo ribljeg fonda. Zamućenosti mora doprinosi i muljevito dno koje se pod utjecajem propela brodica podiže te dovodi do manje prozirnosti mora. Ribolov u dragi je zabranjen.
Ipak more nije znatnije zagađeno. Marina Punat ulaže znatne napore na izgradnji infrastrukture kako bi se onečišćavanje mora bilo što manje. Dokaz tome je i da je marina u Puntu prva u Hrvatskoj koja je dobila plavu zastavu. Plavu zastavu ima i najpoznatija mjesna plaža "Punta De Bilj".
Punat je i jedno od rijetkih mjesta na otoku Krku koje ima razgranatu kanalizacijsku mrežu s čijom se izgradnjom započelo 1988. godine, te se i dalje nadograđuje i širi. Naročito je značajna bila izgradnja modernog pročišćivaća otpadnih voda u blizini lokaliteta Kandija južno od Punta 2002. godine. Sve oborinske i otpadne vode iz kanalizacijske mreže izvode se izvan Puntarske drage čime se ona oslobađa od istih.
Lokalna Turistička zajednica svake godine organizira ekološko-edukativnu akciju "Puntarska draga, svima nama draga" tijekom koje se čiste more, dno i obala drage.

## Općine prijatelji
- Općina Forcola ("Comune di Forcola") - Italija

## Vanjske poveznice

### Sestrinski projekti
|  | Zajednički poslužitelj ima još gradiva o temi Punat |

### Mrežna sjedišta
- TZ općine Punat  Arhivirana inačica izvorne stranice od 7. ožujka 2016. (Wayback Machine)
- Službene stranice općine Punat  Arhivirana inačica izvorne stranice od 12. kolovoza 2013. (Wayback Machine)
- Stranice Centra za održivi razvoj otoka sjevernog Jadrana  Arhivirana inačica izvorne stranice od 19. kolovoza 2010. (Wayback Machine)
- Službene stranice Yacht Cluba Punat  Arhivirana inačica izvorne stranice od 19. kolovoza 2013. (Wayback Machine)
- Stranice Malonogometnog kluba Punat  Arhivirana inačica izvorne stranice od 18. prosinca 2014. (Wayback Machine)